# القلعة (رداع)

تعديل مصدري - تعديل

حارة القلعة هي إحدى حارات مدينة رداع أحد مدن محافظة البيضاء، بلغ تعداد سكانها 847 نسمة حسب تعداد اليمن لعام 2004.